# East of England
| East of England                | East of England                    |
| ------------------------------ | ---------------------------------- |
| Karte                          |                                    |
| Geografie                      |                                    |
| Fläche                         | 19.120 km²                         |
| Verwaltungssitz                | Flempton                           |
| Demografie                     |                                    |
| Bevölkerung Bevölkerungsdichte | 5.907.348 (2012) 309 Einwohner/km² |

East of England ist eine der neun Regionen Englands. Zu ihr gehören die folgenden Grafschaften (counties) und Unitary Authorities:
|  | Die Region besteht aus fünf Countys 03. Essex 04. Hertfordshire 08. Cambridgeshire 10. Norfolk 11. Suffolk und den sechs Unitary Authorities 01. Thurrock 02. Southend-on-Sea 05. Luton 06. Bedford 07. Central Bedfordshire 09. Peterborough |

Siehe auch: Verwaltungsgliederung Englands

## Wirtschaft
Im Vergleich mit dem BIP der EU ausgedrückt in Kaufkraftstandards erreicht die Region einen Index von 101 (EU-28=100) (2015).